# Tillandsia macdougallii
Espèce
Classification phylogénétique
Tillandsia macdougallii L.B.Sm. est une plante de la famille des Bromeliaceae.
Le terme macdougallii est une dédicace au botaniste-pépinièriste T. Macdougall, collecteur de la plante.

## Protologue et Type nomenclatural
Tillandsia macdougallii L.B.Sm., in Contr. U.S. Natl. Herb. 29(7): 277, fig. 2 (1949)
Diagnose originale :
« Acaulis; foliis acuminatis, utrinque lepidibus cinereis patentibus vestitis; inflorescentia simplicissima, polystiche florigera; bracteis membranaceis, acutis vel caudatis; sepalis late oblanceolatis, dense lepidotis; petalis violaceis; staminibus exsertis. »
Type :
- leg. T. Macdougall, s.n. [n° 1891930], 1947-12-31 ; « Mexico. Oaxaca: Lachatao (lower altitudes) » ; Holotypus US National Herbarium (US 00089251) Nb : le protologue cite un n° de collecte mais la planche en ligne est sine numero.

## Synonymie
(aucune)

## Écologie et habitat
- Typologie : plante en rosette acaule monocarpique vivace par ses rejets latéraux ; épiphyte[2],[1] ou saxicole[3]
- Habitat : milieux forestiers, sur conifères[2],[3] et chênes[3].
- Altitude : 2500-3000 m[2] ; 1800-3200 m[3].

## Distribution
- Amérique centrale :
  -  Mexique[3]
    - Centre du Mexique (entre Puebla et Tehuacán)[2]
    - Oaxaca[1]

## Comportement en culture
Tillandsia macdougallii est réputée être de culture difficile et sensible à l'humidité persistante,.